# Pfäffikon
Pfäffikon é uma comuna da Suíça, no Cantão Zurique, com cerca de 9.920 habitantes. Estende-se por uma área de 19,54 km², de densidade populacional de 508 hab/km². Confina com as seguintes comunas: Bäretswil, Bauma, Fehraltorf, Hittnau, Russikon, Seegräben, Uster, Wetzikon, Wildberg.
A língua oficial nesta comuna é o Alemão.